# Erika Remberg
Erika Remberg (Medan, Holland Kelet-India, 1932. február 15. – Benidorm, Spanyolország, 2017. november 10.) osztrák színésznő.

## Filmjei

### Mozifilmek
- Der Geigenmacher von Mittenwald (1950)
- Drei Kavaliere (1951)
- Die Försterchristl (1952)
- Halálugrás (Salto Mortale) (1953)
- Nilgün (1954)
- Schloß Hubertus (1954)
- Sonne über der Adria (1954)
- Geliebte Feindin (1955)
- Ich war ein häßliches Mädchen (1955)
- Sarajevo (1955)
- IA in Oberbayern (1956)
- Rosmarie kommt aus Wildwest (1956)
- Császárvadászok (Kaiserjäger) (1956)
- Die unentschuldigte Stunde (1957)
- Das Schloß in Tirol (1957)
- Bécs, álmaim városa (Wien, du Stadt meiner Träume) (1957)
- Der Page vom Palast-Hotel (1958)
- Sehnsucht hat mich verführt (1958)
- Laila (1958)
- Lockvogel der Nacht (1959)
- Verano violento (1960)
- Circus of Horrors (1960)
- Le bois des amants (1960)
- Drei weiße Birken (1961)
- El amor empieza en sábado (1961)
- Schlagerrevue 1962 (1961)
- Candidate for Murder (1962)
- Mord in Rio (1963)
- Saturday Night Out (1964)
- Der Fluch der grünen Augen (1964)
- À belles dents (1966)
- Das Geheimnis der gelben Mönche (1966)
- So viel nackte Zärtlichkeit (1968)
- The Lickerish Quartet (1970)

### Tv-filmek
- Eiszeit der Liebe (1967)
- Kurtizánok tündöklése és nyomorúsága (Splendeurs et misères des courtisanes) (1975)
- Kék vér (Blaues Blut) (1990)

### Tv-sorozatok
- Playhouse 90 (1959, egy epizódban)
- The Edgar Wallace Mystery Theatre (1962, egy epizódban)
- Man of the World (1963, egy epizódban)
- Curd Jürgens erzählt... (1963, egy epizódban)
- Bob Morane (1964, egy epizódban)
- John Klings Abenteuer (1965, egy epizódban)
- Az Angyal (The Saint) (1966, egy epizódban)
- Graf Yoster gibt sich die Ehre (1968, egy epizódban)
- Lerchenpark - Moderne Geschichten aus einer Satellitenstadt (1971)
- Les grands détectives (1974, egy epizódban)
- Wie würden Sie entscheiden? (1975, egy epizódban)
- Ein Abend mit Georg Thomalla (1982, egy epizódban)